# Советское мусульманское духовенство
Сове́тское мусульма́нское духове́нство включало две категории: «зарегистрированные» служители (в послевоенный период несколько сотен человек) и «бродячие муллы» (несколько тысяч человек). Догматически в исламе нет духовенства. Однако в СССР проводить богослужение (в рамках любой конфессии) мог только гражданин, имеющий официальную регистрацию. Поэтому в советских документах зарегистрированное мусульманское духовенство было отдельной категорией граждан.
«Бродячие муллы» были лицами без религиозного образования, которые вели проповедь. Некоторые из них постоянно перемещались из одного населённого пункта в другой. Служили они на частных квартирах, в жилых домах и на открытом воздухе (в том числе на кладбищах). Иногда «бродячие муллы» действовали в тех населённых пунктах, где были официально зарегистрированные мечети.
Возникновение «бродячих мулл» было связано с тем, что советские власти массово отказывали им (как и служителям других конфессий) в регистрации. Проведение обрядов и проповедь без регистрации были запрещены и карались в административном и уголовном порядке. Однако «бродячие муллы» составляли подавляющее большинство мусульманского духовенства. По оценкам советских властей, в начале 1980-х годов «бродячих» было более, чем в 10 раз больше, чем зарегистрированных мулл.
Руководство официальных духовных управлений мусульман относилось к «бродячим муллам» по-разному. Были случаи, когда официальные советские мусульманские лидеры поддерживали «бродячих мулл», но также духовным управлениям приходилось (под давлением советских властей) издавать фетвы, осуждающие «бродячих мулл» и признающих недействительность совершаемых ими обрядов.
«Бродячих мулл» советские власти наказывали. В конце 1940-х годов им давали сроки лишения свободы в уголовном порядке. В 1970-е — 1980-е годы, «бродячих мулл» наказывали, как правило, штрафами до 50 рублей (которые тут же возмещались оштрафованным верующими).

## Зарегистрированные муллы
Численность и демографические характеристики зарегистрированных мулл известны согласно документам надзиравших за их деятельность Уполномоченных Совета по делам религиозных культов (с 1965 года — Совета по делам религий). Зарегистрированный мулла мог проводить богослужение и проповедь (в рамках мечети). Однако Уполномоченный был вправе снять муллу с регистрации, что означало запрет в служении. Решение Уполномоченного можно было обжаловать в Совет. Уполномоченные следили, чтобы муллы не нарушали советское законодательство (например, запрет на благотворительность для религиозных организаций), своевременно сдавали взносы в Фонд мира, платили налоги. Численность зарегистрированных мулл была относительно постоянной и составляла около 500 человек по СССР в течение всего послевоенного периода несмотря на постоянный быстрый рост численности мусульманских народов.
В 1952 году в СССР легально работали 386 служителей ислама (из них 312 были старше 55 лет), которые по уровню образования делились на следующие группы:
- Высшее духовное — 5 человек;
- Среднее духовное — 197 человек;
- Низшее духовное — 115 человек;
- Без духовного образования — 69 человек.

В ноябре 1957 года по данным Совета по делам религиозных культов в СССР было 518 служителей ислама:
- До 39 лет — 37 человек;
- В возрасте от 40 до 59 лет — 173 человека;
- В возрасте от 60 лет и старше — 308 человек.

По уровню образования эти 518 служителей делились на следующие группы:
- Со светским средним образованием — 22 человека,
- С низшим светским образование — 496 человек;
- Со средним духовным образованием — 273 человека;
- С низшим исламским образование — 106 человек;
- Без духовного образования — 35 человек.

Таким образом к концу 1950-х годов подавляющее большинство советских зарегистрированных мулл было пожилыми людьми, имеющими только начальное светское образование. До конца 1980-х годов кадровая ситуация принципиально не менялась в связи с недостаточным количеством мест в духовных мусульманских учебных заведениях.
Многие представители зарегистрированного мусульманского духовенства 1940-х — 1950-х годов были судимы в 1930-е годы за антисоветские преступления. Например, все представители мусульманского духовенства Башкирской АССР (по состоянию на середину 1950-х годов) в 1930-е годы успели побывать в местах лишения свободы. Некоторые из них привлекались неоднократно.

## «Бродячие муллы» и суфии
Согласно докладу председателя Совета по делам религий В. А. Куроедова в 1980 году в стране без регистрации действовали 5,5 тыс. из 6 тыс. мулл. Из этих цифр следует, что на 1 зарегистрированного служителя культа приходилось 11 «бродячих». В некоторых местностях этот показатель был выше. Инструктор отдела агитации и пропаганды ЦК ВКП(б) О. Я. Гончарок сообщал 8 сентября 1949 года Г. М. Маленкову, что на тот момент на территории Казахской ССР было более 500 незарегистрированных мулл и всего 22 зарегистрированные мечети. Таким образом, на 1 зарегистрированного служителя в Казахской ССР приходилось более 20 «бродячих мулл».
«Бродячие муллы» служили в самовольно построенных мечетях и молитвенных зданиях. В некоторых местностях количество незарегистрированных мечетей превышало число «официальных» культовых зданий. В Дагестанской АССР в 1959 году на 29 зарегистрированных мечетей приходилось около 40 незарегистрированных мечетей и молитвенных домов. Уполномоченный Совета по делам религиозных культов сообщал в 1963 году, что в Туркменской ССР действовали 39 зарегистрированных и 2 тысячи незарегистрированных мечетей (последние обслуживали 4 тысячи мулл).
Много «бродячих мулл» было среди депортированных в 1944 году кавказских народов после их возвращения в конце 1950-х годов на родину. Период возвращения совпал с «хрущёвской антирелигиозной кампанией», когда власти закрывали религиозные здания всех конфессий и не разрешали открывать новые. Член Совета по делам религиозных культов П. А. Задорожный в 1960 году сообщал Председателю Совета А. А. Пузину по результатам своей командировки в Чечено-Ингушскую АССР об увиденном им в этой республике:

Проживающие на территории ЧИАССР верующие мусульмане (чеченцы, ингуши, кумыки, татары, аварцы и др.) официальных молитвенных домов и духовенства не имеют. Свои религиозные обряды они совершают либо на квартирах друг у друга, в частном порядке, либо в приспособленных, самовольно выстраиваемых помещениях, которые именуются квартальными (кубовыми) мечетями. Нередко для исполнения обрядов используются также кладбища, зиараты (места похороненных «святых» шейхов и др. религиозных «авторитетов»), а также специально огороженные площадки вблизи селений
Из этого текста следует, что на примерно 400 тыс. жителей Чечено-Ингушской АССР, исповедовавших ислам, не было ни одного зарегистрированного служителя мусульманского культа и ни одной зарегистрированной мечети. В том же документе П. А. Задорожный отмечал, что в последнее время нет заявлений с просьбой об открытии мечетей в Чечено-Ингушской АССР.
Некоторые «бродячие муллы» пользовались уважением у верующих, которые начинали поклоняться могилам почитаемых проповедников, превращая их в места паломничества. Среди них были суфии. В 1920-е годы Восточный отдел ОГПУ отмечал, что ишаны активно действовали в Средней Азии (Киргизия, Туркмения, Узбекистан), в Казахстане и на Северном Кавказе. В 1920-е годы суфийские шейхи действовали также в Поволжье (Самарская губерния, Татарская АССР) и на Урале (Оренбургская губерния и Башкирская АССР).
Очень влиятельны были суфийские шейхи на Северном Кавказе. В Дагестанской области в феврале 1929 года член областного комитета РКП(б) Таслицкий и другие партийные работники говорили на антирелигиозном совещании о том, что в Дагестане действуют 17 шейхов, «главных агитпропов − идеологов исламизма, вокруг которых объединились десятки тысяч мюридов». По агентурным данным ОГПУ, община шейха Али Хаджи Акушинского насчитывала после его смерти в апреле 1930 года около 5 тысяч мюридов. У некоторых дагестанских шейхов имелись мюриды в соседней Чечне. Были также в Дагестане «шейхствующие женщины» по терминологии ОГПУ. В 1930 году в Дагестане произошли подавленные властями восстания против коллективизации, в которых активное участие приняли мюриды. После этого власти репрессировали руководителей мюридских общин и установили жёсткий надзор за мусульманским духовенством.
В конце 1920-х — 1930-е годы шейхи подверглись репрессиям со стороны советских органов. В 1928 году ОГПУ раскрыло «контрреволюционную организацию» во главе с ранее просоветским шейхом Али Хаджи Акушинским и его сыном Магомедом. Самого парализованного шейха к уголовной ответственности привлекать не стали и он умер 8 апреля 1930 года. Из его мюридов по этому делу 29 человек были приговорены к расстрелу, 27 к каторге, а 6 к ссылке в города центральной России. Репрессиям подверглись также лояльные советской власти шейхи. В 1937 году был повторно арестован шейх Хасан Кахибский, который сообщил следствию, что у него имеется 200—300 мюридов. Хасан Кахибский был расстрелян несмотря на то, что активно поддерживал советскую власть: исправно платил налоги, покупал облигации государственного займа, призывал жителей Дагестана к поддержке всех начинаний советской власти.
В послевоенный период дагестанские шейхи возобновили свою деятельность. В Дагестанской АССР в 1960 году возобновила свою деятельность суфийская группа Арсанукая Хедерлезова (шейха Амая), в которую входили около 60 человек. Её главой стал Алаутдин Темирбулатов, бывший сотрудник КГБ. 28 мая 1963 года в Верховном суде Дагестанской АССР был оглашён приговор группе мюридов шейха Амая. Сторонники шейха Амая в день оглашения приговора по инициативе А. Темирбулатова попытались силой освободить осуждённых, в результате чего два мюрида и два милиционера были убиты. Также в Дагестане действовала суфийская группа Кунта-хаджи. К 1963 году в Дагестане было 7 активно действовавших шейхов.
В Кабардинской АССР в 1950—1954 годах документами фиксируется наличие «муссектантской» группы «Тарикат», состоявшей из пожилых кабардинок. Эта группа прекратила функционирование в 1954 году в результате «профилактических мероприятий».
Суфийские шейхи действовали после войны не только на Кавказе, но даже в Поволжье, где влияние советской власти было намного сильнее. В 1940-е — 1960-е годы в селе Благодаровка (Хусаиново) Челно-Вершинского района Куйбышевской области действовало курманаевское братство («кизляу тарикы»), принадлежавшее к ордену накшбандия. На могиле умершего 1 сентября 1954 года благодаровского ишана Валиахмета Сабирова был создан зиярат (его вскоре снесли, но паломничества продолжались к этому месту до 1959 года). Сохранилось такое описание этого места:

На могиле умершего бывшего муллы Сабирова на могильном камне-памятнике были написаны слова молитвы и на арабском языке слово «ШАИШТ» («ШАИШ»), против памятника был самовольно построен мавзолей размером 2,5 на 3 метра из липового кряжа толщиной 25 см. В лобовой стене во всю длину вставлено стекло, а внутри мавзолея настелены ковры. На эту могилу, к этому святому месту, приходили паломники из Башкирской АССР, Татарской АССР; Казахстана, Узбекистана, Астрахани и других населённых пунктов
Иногда «бродячим муллам» удавалось зарегистрироваться. Например, в 1951 году в Благодаровку приехал имам-хатыб Габдулбари Мулюков, получивший регистрацию от Уполномоченного Совета по делам религиозных культов. Каждый четверг Мулюков и верующие читали молитвы на могиле Сабирова.
В середине 1950-х годов Постановление Совета министров СССР предписало зарегистрировать все фактически действовавшие религиозные общины, у которых были свои помещения для богослужений и служители культа. Выполнить это решение не удалось, так как оказалось, что легализация всех таких общин приведёт к увеличению числа мечетей в десятки раз. В 1961 году власти в Татарской АССР (там было на 1 января 1961 года всего 11 официально зарегистрированных мусульманских общин) провели учёт незарегистрированных религиозных групп и выяснили, что в республике действовало в то время 646 неофициальных мусульманских общин, а также 366 нелегально работавших мулл.
Ишаны были распространены в послевоенный период в Башкирской АССР, особенно в её южных районах. Верующие рассказывали о чудесах (караматы) башкирских ишанов-целителей. Например, ишан Мужавир-хазрат (Мужавир Сиражетдинов (1876—1967)) проживал в деревне Мансурово (Баймакский район). К нему приезжали лечиться травами, молитвами и оберегами люди из Средней Азии и с Кавказа. Мужавир-хазрат, по словам верующих, мог открывать закрытые замки, переходить через реку сухим и останавливать автомашины, а там, где прикасался, начинал бить родник. Культ Мужавир-хазрата пережил распад СССР: в 2010-х года в его деревне Мансурово ежегодно в августе проводятся съезды духовенство в память о нём.
Некоторые «бродячие муллы» показывали верующим, предметы, принадлежавшие святым ишанам, прикосновение к которым может исцелить человека.
С проблемой «бродячих мулл» было связано такое явление как нелегальные (то есть незарегистрированные) мечети. Последних в СССР было множество на протяжении всего послевоенного периода. 12 сентября 1946 года министр государственной безопасности СССР В. С. Абакумов сообщал секретарю ЦК ВКП(б) А. А. Жданову следующее:

За последние 2-3 месяца заштатным мусульманским духовенством и верующими самовольно открыто в Узбекской ССР 150 мечетей. В ряде случаев открытию таких мечетей содействуют руководители местных советских органов.
Причиной распространения нелегальных мечетей стало нежелание местных властей разрешать регистрацию новых мечетей. Председатель Совета по делам религиозных культов Константин Харчев писал в ЦК КПСС 28 февраля 1985 года следующее:

В районах традиционного распространения ислама, где сеть мечетей была сокращена более чем в два раза, возникло с молчаливого согласия должностных лиц много новых мечетей, построенных верующими под видом чайхан и местных гостиниц. Только в Таджикской ССР за последние четыре года было выявлено таких мечетей более 200, а на регистрации здесь находится всего лишь 17
Из этих слов следует, что в Таджикистане количество нелегальных мечетей более чем в 10 раз превышало число зарегистрированных мечетей. Некоторые мусульманские местности СССР в 1985 году были вообще без зарегистрированных мечетей, причём местные власти мешали в регистрации незаконными методами. В докладной записке от 28 февраля 1985 года Константин Харчев отмечал следующее:

В ряде районов традиционного распространения ислама недовольство населения вызывается ещё тем, что в них нет ни одного зарегистрированного объединения мусульман при наличии законно действующих христианских религиозных обществ. Подобная обстановка имеет место в четырёх из пяти областных центров Туркменской ССР, в Северо-Осетинской АССР, в Адыгейской автономной области.
Некоторые должностные лица в Туркмении в своём стремлении прекратить коллективные богослужения мусульман дошли до того, что начали обрабатывать ядохимикатами построенные верующими молитвенные помещения. Верующие-мусульмане г. Ашхабада в одном из последних заявлений о легализации (регистрации) своего общества писали о том, что если их конституционные права не будут удовлетворены, то они оставляют за собой право обратиться за помощью к посольствам мусульманских стран в Москве

## Борьба властей с «бродячими муллами»
С «бродячими» муллами власти боролись. В 1948 году были арестованы проживавшие в Молотовской области ишан Шарифулла Тляшев и его 11 пожилых мюридов. Эта группа не признавала «официальное» мусульманское духовенство и вела проповеди, предрекая скорый конец Света, пророчествовала о скором поражении СССР и о грядущем роспуске колхозов. Каждый из них был приговорён к лишению свободы сроком до 10 лет.
За проведение незаконного богослужения, не сопровождавшегося антисоветскими пророчествами, наказывали «бродячих мулл» мягче — накладывали административный штраф. В 1970-х — 1980-х годах этот штраф не превышал 50 рублей и к тому же верующие потом компенсировали его оштрафованному служителю. Через некоторое время наказанный «бродячий мулла» вновь проводил службу на квартирах и в частных домах, зачастую сменив адрес проведения богослужения. Иногда местные власти разрешали верующим проводить коллективные молитвы под руководством незарегистрированных мулл.
Власти пытались обложить незарегистрированных мулл налогами как некооперированных кустарей. В феврале 1969 года Министерство финансов РСФСР директивным письмом № 03/160 потребовало от своих местных подразделений обложить налогами незарегистрированных мулл и абыстаев.

## Отношение зарегистрированного духовенства и «бродячих мулл»
Руководители зарегистрированных духовных управлений мусульман относились к «бродячим муллам» по-разному. Первый председатель Духовного управления мусульман Европейской части СССР и Сибири Габдрахман Расулев в первые послевоенные годы выдавал «бродячим муллам» (из числа бывших служителей культа) свидетельства, дававшие им право на совершение обрядов в неотложных случаях, а также снабжал религиозные группы мусульманскими календарями. После смерти Расулева в 1950 году советские власти к борьбе с «бродячими муллами» привлекали руководителей зарегистрированных духовных управлений мусульман. 18 июня 1961 года Духовное управление мусульман Европейской части СССР и Сибири выпустило фетву против «бродячих мулл». В ней сообщалось следующее:

Чтобы пятничный намаз был признан Аллахом, он должен совершаться в специальных молитвенных помещениях и имамами, назначенными Духовным Управлением мусульман. Исполненные пятничные намазы под открытым небом и муллами-самозванцами не принимаются Аллахом